# Xysticus canariensis
Xysticus canariensis är en spindelart som först beskrevs av Jörg Wunderlich 1987.  Xysticus canariensis ingår i släktet Xysticus och familjen krabbspindlar.
Artens utbredningsområde är Kanarieöarna. Inga underarter finns listade i Catalogue of Life.